# NGC 1234
NGC 1234 é uma galáxia espiral barrada (SBcd) localizada na direcção da constelação de Eridanus. Possui uma declinação de -07° 50' 45" e uma ascensão recta de 3 horas, 09 minutos e 39,0 segundos.
A galáxia NGC 1234 foi descoberta em 1886 por Frank Leavenworth.